# Kanton Biarritz
 Biarritz  is een kanton van het Franse departement Pyrénées-Atlantiques. Het kanton maakt deel uit van het arrondissement Bayonne.
In 2018 telde het 25.532 inwoners.
Het kanton werd gevormd ingevolge een decreet van 25 februari 2014 met uitwerking op 22 maart 2015.

## Gemeenten
Het kanton Biarritz omvat enkel de gemeente Biarritz.